# Birgitte Gøye

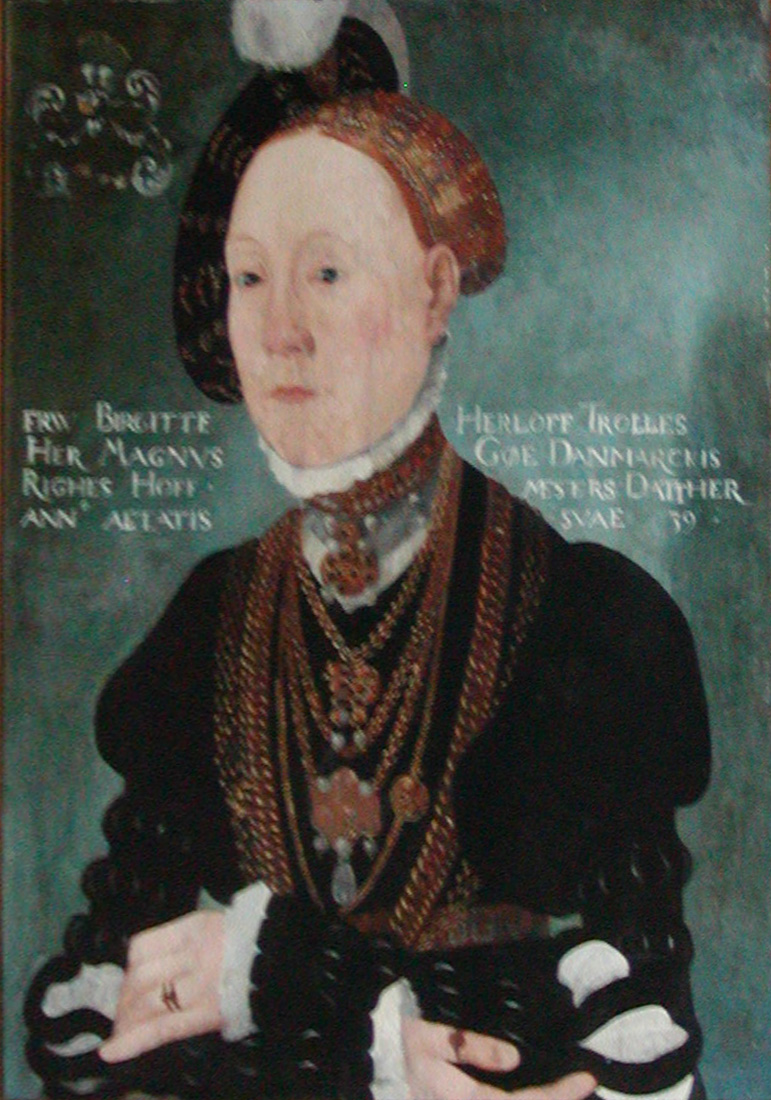
Birgitte Gøye.
Porträttsamlingen på Frederiksborgs slott.

Birgitte Gøye, född 1511, död den 26 juli 1574, var en dansk länsman, hovdam, godsägare, föreståndare och adelsdam, dotter till Mogens Gøye och Mette Bydelsbak och syster till Eline Gøye. 
Hon blev 1512-1515 uppfostrad i kloster (Ringkloster), bodde efter faderns omgifte med Margrethe Sture med honom, 1528 hos systern Sophie och efter dennas död 1537 hos systern Eline. Hon blev 1538 hovdam hos Danmarks drottning Dorothea av Sachsen-Lauenburg och vän till prinsessan Anna av Danmark. 
Gøye blev 1525 mot sin vilja trolovad med Jesper Daa men blev 1540 förklarad fri från avtalet, som fram till 1582 enligt lagen var lika bindande som en vigsel. Detta efter att kungen, på grund av hennes vänskap med drottningen, bad landets biskopar och professorer att utreda saken, vilket ledde till en lagändring som förbjöd föräldrar att trolova sina omyndiga barn. Hon äktade 1544 Herluf Trolle. 
Hon avstod 1565 tillsammans med maken sitt gods Skovkloster till grundläggandet av Herlufsholms skola för utbildning enligt humanismens principer av “ædlinger og andre ærlige mænds børn i Danmarks rige”. Maken dog samma år. Hon var skolans föreståndare 1565-1567. Hon fick inga barn, men åtog sig vårdnanden om ett stort antal adeliga döttrar, som hon undervisade och gifte bort: “hun optugtede og opdrog mange høviske jomfruer og giftede dem ærligt og vel fra sig.” Hon upprätthöll brevväxling med många adelsmän, vistades ofta vid hovet och hennes hem var ett centrum för adeln.  
Hon var länsman i Tølløse till 1566 och Kappelgården ved Køge og Ringkloster till 1571. 1572 fick hon Sortebrødrekloster i Næstved som försörjning efter att hon skänkt bort sin övriga egendom. 